# Spanska trappan
För den italienska TV-serien, se Spanska trappan (TV-serie).
Spanska trappan (italienska: Scalinata della Santissima Trinità dei Monti) är en monumental trappkonstruktion, belägen på kullen Pincios sluttning i centrala Rom. Trappan sträcker sig mellan Piazza di Spagna och Piazza della Trinità dei Monti.

## Beskrivning
Trappanläggningens arkitekt är Francesco de Sanctis och projektet utfördes mellan 1723 och 1725. Spanska trappan uppfördes med franska pengar och bygget godkändes av såväl påven som den franske kungen.
På bland annat svenska, tyska och engelska har trappan lånat sitt namn från piazzan vid trappans fot, Piazza di Spagna, medan det italienska namnet kommer från kyrkan och kyrktorget ovanför trappan. Piazza di Spagna har i sin tur fått sitt namn efter den spanska ambassaden vid Heliga Stolen.
Trappans tre plan och tredelade trapplopp alluderar på Treenigheten och kyrkan Santissima Trinità dei Monti ovanför. Trappan är visserligen en kommunikationsled, men i än högre grad en plats att vistas på och den fungerar tillsammans med piazzan nedanför som en stor utomhusteater. De båda byggnaderna vid trappans fot hör också till ensemblen och ritades av de Sanctis. Trappan utgörs av 135 trappsteg, utöver de tre (ibland nämnt som ett) steg som tas via den upphöjda och gömda dräneringsplattformen vid trappans fot.
På piazzan nedanför Spanska trappan porlar vattnet i Fontana della Barcaccia. Fontänen har formen av en vattenfylld båt och utfördes 1627–1629 av Pietro Bernini, far till Giovanni Lorenzo Bernini. Båten ser ut som om den har strandat och enligt en tradition skall den alludera på de svåra översvämningarna av Tibern 1598, då en båt skall ha gått på grund vid foten av kullen Pincio.
Trappan har länge varit en populär plats för turister att hämta andan på och betrakta stadens gatuliv. Men sedan augusti 2019 säger en ny lag att man inte längre får sitta på monumentet. Den som bryter mot förbudet riskerar böter på 400 euro, som motsvarar drygt 4 300 kronor
Trappan har förekommit i flera filmer, bland annat i Prinsessa på vift från 1953 med Audrey Hepburn och Gregory Peck.